# فیروز (یوزپلنگ)
فیروز نامِ یوزپلنگی ایرانی است. پس از جفتگیریِ فیروز با یوزی ماده بنامِ ایران، پیروز و دو توله‌یوزِ دیگر به دنیا آمدند. وجود و دسترسیِ کارشناسان به فیروز، در شانسِ بقایِ کلّ گونهٔ یوزِ ایرانی، مهم ارزیابی می‌شود و نقشی محوری دارد.

## زندگی
او در طبیعت به دنیا آمده و سپس زنده‌گیری شده‌است. بگفتهٔ مدیرکل حفاظت محیط‌زیست استان سمنان، سنِ وی تا سال ۱۴۰۰، حداقل یازده‌سال‌ونیم بوده‌است.
وی تأکید کرد: اگر فیروز در طبیعت به زندگی خودش ادامه می‌داد، حداکثر یک سال دیگر پایان زندگی‌اش در طبیعت فرامی‌رسید و شانس زندگی بیشتر را از دست می‌داد؛ اما زنده‌گیری و انتقالش به سایت مرکز تحقیقات یوزپلنگ آسیایی توران، شانس زندگی برای سال‌های بیشتری به او می‌دهد.

### زنده‌گیری
سازمان محیط زیست در ابتدا تلاش کرد از کوشکی و دلبر برای زادآوری و ادامهٔ نسل این گربه‌سان استفاده کند اما باروریِ کوشکی و دلبر به علّت سنِ بالا با شسکت مواجه شد. از این رو؛ بر روی ایران —که دختری جوان بود— سرمایه‌گذاری کردند.
برای این منظور، فیروز را از طبیعت زنده‌گیری کردند و بعد از طی مراحل علمی برای شناساندن فیروز و ایران به همدیگر، در نهایت سازمان محیط زیست اعلام کرد که ایران باردارشده است.